# Bungomyia brachyrhyncha
Bungomyia brachyrhyncha är en tvåvingeart som beskrevs av Nayar 1949. Bungomyia brachyrhyncha ingår i släktet Bungomyia och familjen gallmyggor. Inga underarter finns listade i Catalogue of Life.